# 岡山県道434号小坂西六条院中線
岡山県道434号小坂西六条院中線（おかやまけんどう434ごう こさかにしろくじょういんなかせん）は、岡山県浅口市から浅口郡里庄町を経由して、浅口市に至る一般県道である。

## 概要
浅口市鴨方町小坂西から浅口郡里庄町大字里見を経由して、浅口市鴨方町六条院中に至る。
岡山県庁が発行する資料によると終点は、浅口市鴨方町六条院中の国道2号鴨方跨線橋交差点。

### 路線データ
- 起点：岡山県浅口市鴨方町小坂西（岡山県道60号倉敷笠岡線交点）
- 終点：岡山県浅口市鴨方町六条院中（鴨方跨線橋交差点、国道2号交点、岡山県道64号矢掛寄島線上）
- 実延長：2.5 km[注釈 1][1]

## 歴史
- 1974年（昭和49年）2月19日 - 岡山県告示第185号により認定。
- 2006年（平成18年）3月21日 - 浅口郡のうちの鴨方町・金光町・寄島町の3町が対等合併し、浅口市が発足。

## 路線状況

### 通称
- 備南街道南線（浅口郡里庄町大字里見、岡山県営広域営農団地農道備南地区南幹線重複区間）

### 重複区間
- 岡山県営広域営農団地農道備南地区南幹線（浅口郡里庄町大字里見）
- 岡山県道286号里庄地頭上線（浅口郡里庄町大字里見）
- 岡山県道64号矢掛寄島線（浅口郡里庄町大字里見 - 浅口市鴨方町六条院中）

## 地理

### 通過する自治体
- 岡山県
  - 浅口市 - 浅口郡里庄町 - 浅口市

### 交差する道路
| 交差する道路                                                               | 市町村名 | 市町村名 | 交差する場所   | 交差する場所            |
| -------------------------------------------------------------------------- | -------- | -------- | -------------- | ----------------------- |
| 岡山県道60号倉敷笠岡線                                                     | 浅口市   | 浅口市   | 鴨方町小坂西   | 起点                    |
| 岡山県営広域営農団地農道備南地区南幹線 / 広域農道備南街道南線 重複区間起点 | 浅口郡   | 里庄町   | 大字里見       |                         |
| 岡山県道286号里庄地頭上線 重複区間起点                                     | 浅口郡   | 里庄町   | 大字里見       |                         |
| 岡山県道286号里庄地頭上線 重複区間終点                                     | 浅口郡   | 里庄町   | 大字里見       |                         |
| 岡山県営広域営農団地農道備南地区南幹線 / 広域農道備南街道南線 重複区間終点 | 浅口郡   | 里庄町   | 大字里見       |                         |
| 岡山県道64号矢掛寄島線 重複区間起点                                        | 浅口市   | 浅口市   | 鴨方町六条院中 |                         |
| 国道2号 岡山県道64号矢掛寄島線 重複区間終点                                | 浅口市   | 浅口市   | 鴨方町六条院中 | 鴨方跨線橋交差点 / 終点 |

### 交差する鉄道
- 山陽本線
- 山陽新幹線

### 沿線
- 天草総合公園（浅口市鴨方町鴨方）
- 扶桑薬品工業 岡山工場（浅口郡里庄町大字里見）
- アゼアス 岡山事業所（浅口郡里庄町大字里見）
- JR西日本山陽本線 鴨方駅（浅口市鴨方町六条院中、終点付近）